# 穿越火線X
《穿越火線X》是由綠美迪娛樂和微笑之门开发的第一人称射击游戏，于2022年2月10日登陆Xbox平台。本作为穿越火线系列第三部作品，改编自微笑之门旗下游戏《穿越火线》。该作品受到多个媒体的普遍负面评价，并于2023年5月18日起终止其游戏服务。

## 玩法与情节

《穿越火线X》游戏截图

《穿越火线X》是一款第一人称射击游戏。游戏虚构了两个私人军事集团的两个队伍，分为攻击方和防守方。攻击方需要放置炸弹，防守方需要破坏其计划。两阵营在游戏中竞争以达到其目的，玩家可以自由选择阵营。该玩法被认为与游戏《反恐精英：全球攻势》相似。作为射击类游戏，玩家需要配备枪械，主要包含突击步枪、霰弹枪、狙击步枪、手枪、匕首等枪械或武器。游戏前，玩家可以为角色选择枪械。在游戏过程中，玩家可获得游戏币，游戏币可用于兑换枪械。游戏设置了多种地图元素，如高地、掩体等，玩家可利用此类工具进行射击。当玩家与敌人距离较近时，玩家可使用伤害更高、速度更快的冷兵器进行攻击。
该游戏设置了一定的剧情故事，截至游戏停运，推出了“Operation Catalyst”和“Operation Spectre”两章。

## 开发和发行
《穿越火线X》最初由韩国游戏公司微笑之门开发，改编自旗下游戏《穿越火线》，后由芬兰游戏公司绿美迪娱乐开发单人版本。开发者绿美迪曾表示该游戏的创作灵感部分来源于合金装备系列游戏和生化危机系列游戏。游戏最初于2021年游戏大奖中被微笑之门公开，后于gamescom 2021公布多人游戏宣传片，并公布游戏计划于2021年发行。后因2019冠状病毒病疫情，游戏的发行推迟到了2022年2月10日。该游戏在发布后遭到了普遍负面评价。后因游戏质量低下、评价较差而在2023年5月18日停止游戏服务，开发者处理了截至2023年2月3日14日内的充值退款请求。

## 反响与评价
| 汇总媒体   | 得分   |
| ---------- | ------ |
| Metacritic | 38/100 |

| 媒体 | 得分 |
| ---- | ---- |
| IGN  | 3/10 |

《穿越火线X》的评价以负面为主，根据评论聚合网站Metacritic的数据，对《穿越火线X》的评价是“普遍负面评价”。并被该平台评选为2022年度最差游戏之一。IGN的评论员特拉维斯·诺瑟普（Travis Northup）认为该游戏十分草率且没有“灵魂”，并尤其批评了游戏的“Operation Catalyst”一章。他认为，这一章的故事内容毫无意义，并十分无聊。该评论员在该游戏多人游戏模式的评论员文章指出，以“半生不熟”形容该游戏的多人模式都是赞美。他分析，这款游戏是一个低预算、没有深思熟路和不成熟的作品。他认为《穿越火线X》有着构思不周的模式、令人难堪的地图和糟糕的游戏控制。并将其每一次游戏比作一个“磨难”。Polygon的编辑陶里克·穆萨（Tauriq Moosa）认为，《穿越火线X》的开发是绿美迪娱乐公司最大的错误，还认为游戏没有体现公司的潜力。Kotaku的编辑扎克·茨维森（Zack Zwiezen）认为，《穿越火线X》在游戏物理引擎上的设置和选择是奇怪的。他重点批评了《穿越火线X》的多人游戏模式，并表示在游戏的每一分钟都觉得不爽，并预测该游戏不会有大量玩家。GamesRadar+的编辑乔什·韦斯特（Josh West）认为《穿越火线X》已经被时代取代，它的交战规则过于简单，并认为十分平淡无奇。GameRant的编辑道尔顿·库珀（Dalton Cooper）认为《穿越火线X》是一款完全失败的游戏，并认为该游戏不值得投入任何时间。该编辑还重点批评了游戏的剧情故事部分，认为游玩该部分是一个非常痛苦的经历。
《穿越火线X》仅获得了少量的正面评价。IGN的评论员特拉维斯·诺瑟普（Travis Northup）认为，即使该游戏的剧情故事毫无意义，但在队员之间切换是一个有趣的机制，并引人入胜。17173网的评论员知彦认为，游戏使用虚幻4引擎制作后，游戏画质和体验有了一定的提升。